# Circuit urbain de Punta del Este
Le circuit urbain de Punta del Este est un circuit automobile temporaire empruntant les rues de la ville de Punta del Este en Uruguay. Il a accueilli à deux reprises l’ePrix de Punta del Este comptant pour le championnat de Formule E FIA. Il est surnommé le Monte-Carlo de l’Amérique du Sud.

## Historique

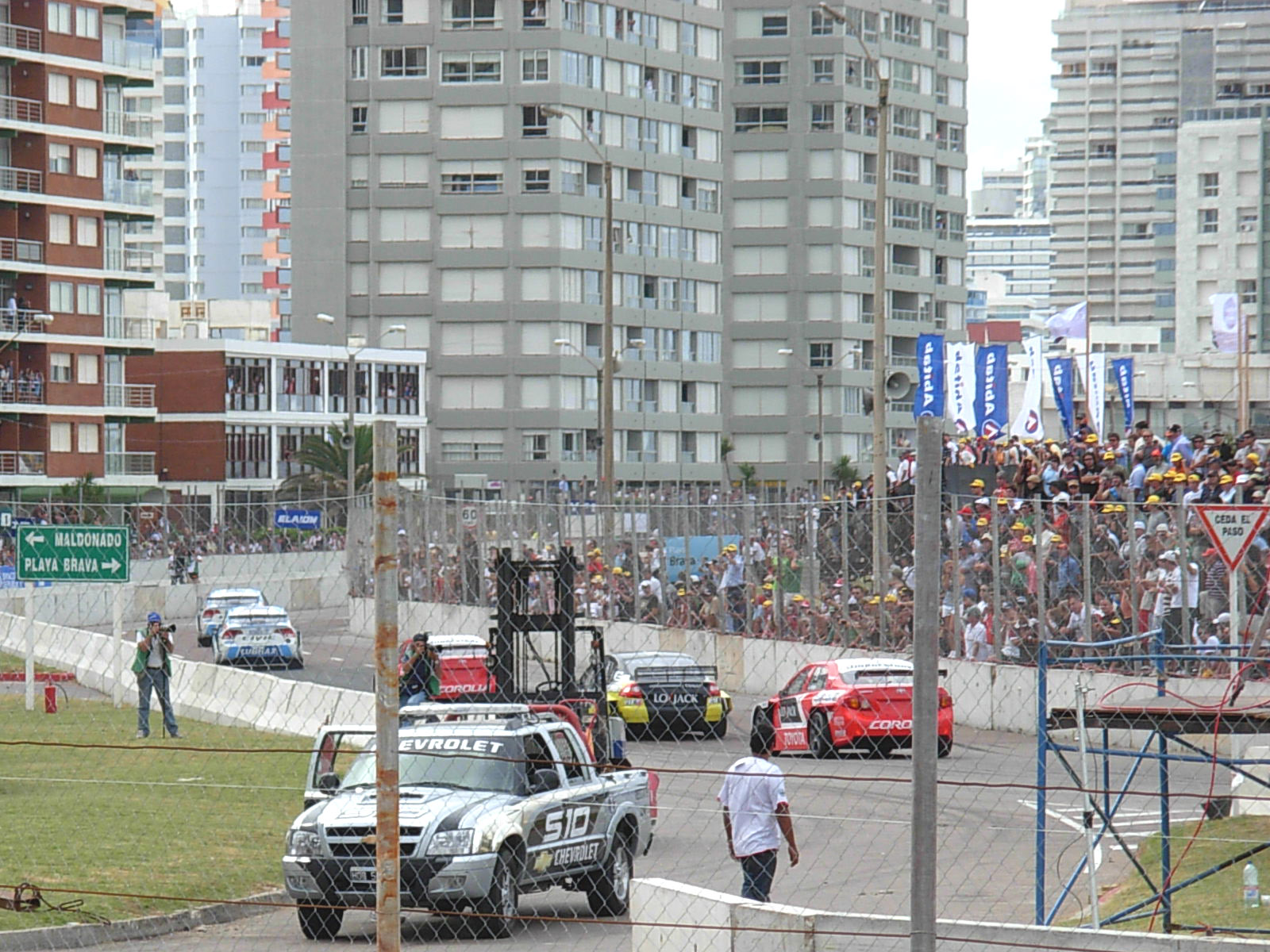
Championnat TC 2000 en 2010 à Punta del Este.

### TC 2000
Le premier ePrix s'y est tenu en 2014 et est remporté par le pilote suisse Sébastien Buemi. Auparavant, la station balnéaire avait vu évoluer le championnat TC 2000 mais sur un circuit différent.

### Évolution du tracé
Pour la seconde édition de la course de Formule E, le premier virage est modifié afin de rendre le circuit plus sûr.

## Description
Le tracé est composé de sections rapides souvent en lignes droites entrecoupées de chicanes. Du fait de la proximité de ce dernier avec l'océan atlantique, le sable est souvent présent sur le tracé.